# Monument, New Mexico
Monument är en ort i Lea County i delstaten New Mexico, USA.